# مارتن موبانغا
مارتن موبانغا (بالإنجليزية: Martin Mubanga) مواطن بريطاني زامبي. اُعتقل بدون تهمة معتقل غوانتانامو الأمريكي في كوبا لمدة 33 شهرا. رقم الاعتقال التسلسلي الخاص به كان 10007. خلال عام 1995 قضى ستة أشهر في البوسنة للعمل الخيري.
وفي يناير 2005 نقلته السلطات الأمريكية إلى المملكة المتحدة، بعد طلب الإفراج عنه من قِبل المسؤولين البريطانيين، وأفرجت عنه إدارة بوش، وقامت السلطات البريطانية  بإصدار جواز سفر جديد لموبانغا وثلاثة معتقلين آخرين.